# Aurakles
Aurakles è un personaggio dei fumetti creato da Len Wein e Jack Dillin nel 1972, pubblicato dalla DC Comics.
Originariamente nato come "Oracle", il personaggio è tornato alla luce nella miniserie Sette Soldati della Vittoria (Mister Miracle n. 4) di Grant Morrison nel maggio 2006, che ha ampliato la sua storia rendendolo il "supereroe originale" e rinominandolo Aurakles.

## Biografia del personaggio
Il superessere noto come Aurakles è stato creato sul pianeta Terra dai Nuovi Dei intorno al 40.000 a.C. ed è generalmente considerato il "supereroe originale" da coloro che conoscono la sua reputazione. Ha la missione di "portare ordine e senso dove regna l'incoerenza". Opponendosi al male del suo tempo, combatte gli Sheeda e Neh-Buh-Loh. Ciononostante, gli Sheeda riescono ad imprigionarlo nelle loro prigioni d'ossa.
Aurakles riappare nei nostri tempi come "Oracle" (letteralmente l'Oracolo). Quando la Justice League of America e la Justice Society of America lavorano insieme per portare indietro i Sette Soldati della Vittoria persi nel tempo, invocano Oracle (in forma spirituale) come loro guida. Egli rifiuta di dar loro la risposta che cercano ma li aiuta a risolvere la questione.

## Altre versioni
- La supereroina nota come Halo è in realtà una forma di vita extraterrestre nota come "Aurakle" che ha preso possesso del corpo di Gabrielle Doe.